# Точевицький заказник
Точевицький зака́зник — ентомологічний заказник місцевого значення в Україні. Розташований у межах Острозького району Рівненської області, неподалік від села Точевики. 
Площа 6 га. Статус надано згідно з рішенням облвиконкому від 22.11.1983 року № 343 (зміни згідно з рішенням облвиконкому від 18.06.1991 року № 98). Перебуває у віданні: «Острозький держспецлісгосп» (кв. 21, вид. 17-18), Білашівська сільська рада. 
Статус надано з метою збереження природного комплексу — місця оселення корисної ентомофауни. 